# Ran Margaliot
Ran Margaliot (18 de juliol de 1988) és un exciclista i actual director esportiu israelià.

## Palmarès
- 2010
  - 1r a la Volta a Israel i vencedor de 4 etapes